# دی‌اکسیژنیل

ساختار لوویس یون دیوکسیژنیل

دیوکسیژنیل (به انگلیسی:Dioxygenyl) نام یکی از یون های تشکیل شده توسط اکسیژن است؛ که بر خلاف سوپروکسید ها ، دارای بار مثبت است.

عدد اکسایش اکسیژن در ترکیبات دارای دیوکسیژنیل +½ (مثبت یک دوم) در نظر گرفته می شود.

## سنتز
نیل بارتلت متوجه شد O2PtF6 (دی اکسیژنیل هگزافلوئوروپلاتینات )حاوی کاتیونی از اکسیژن با بار یک مثبت است که میتوان این ترکیب را در دمای اتاق از واکنش مستقیم اکسیژن با PtF6 بدست آورد:
O2 + PtF6 → O2+[PtF6]–